# Robert Smith (basket-ball)
Pour les articles homonymes, voir Robert Smith et Smith.
Robert Leroy Smith dit Robert Smith est un joueur américain de basket-ball né le 10 mars 1955 à Los Angeles (Californie, États-Unis).
Formé à l'Université du Nevada à Las Vegas, ce meneur de jeu d'1,80 m joue sept saisons en National Basketball Association (NBA) de 1977 à 1984. Il est choisi par les Nuggets de Denver à la Draft 1977 de la NBA au troisième tour (21e choix, 65e choix total). Fréquemment transféré, il fréquente aussi la Continental Basketball Association (CBA). En 1984, il renonce à la NBA après 229 matchs (5,0 points et 1, passe en moyenne) et devient une star du championnat français. Il est sacré MVP du All-Star Game en 1987 et 1990.
Avec Monaco, il obtient un taux de réussite légendaire de 99 % aux lancers francs durant la saison 1987-1988 avec Monaco.
Il est sacré champion de France avec Antibes en 1991.

## Club successifs
- 1977-1979 : Nuggets de Denver (127 matchs)
- 1979-1980 : Jazz de l'Utah (6 matchs)
- 1979-1980 : Nets du New Jersey (59 matchs)
- 1980-1981 : Cleveland Cavaliers (1 matchs)
- 1981-1982 : Bucks de Milwaukee (17 matchs)
- 1981-1982 : Golden Nuggets de Montana (CBA)
- 1982-1983 : Clippers de San Diego (5 matchs)
- 1982-1983 : Golden Nuggets de Montana (CBA) (44 matchs)
- 1982-1983 : Spurs de San Antonio (7 matchs)
- 1983-1984 : Tornados de Toronto (CBA) (44 matchs)
- 1984-1985 : Cavaliers de Cleveland (7 matchs)
- 1984-1985 : Tornados de Toronto (CBA) (35 matchs)
- 1985-1989 : Monaco (Nationale 1 française)
- 1989-1992 : Olympique d'Antibes (France)